# Avallónë
Avallónë is een plaats in de fictieve wereld Arda van J.R.R. Tolkien. Het was een haven van de Elfen die op het eiland Tol Eressëa aan de oostkust van Aman gelegen was. De haven werd door de Teleri gebouwd tijdens hun langdurige verblijf daar, voor zij Tol Eressëa verlieten en naar Alqualondë aan de kusten van Valinor gingen. Het was de meest oostelijke plaats van Tol Eressëa en voor de val van Númenor kon men vanaf Númenor op heldere dagen de punt van de toren van de haven zien.
Na de Val van Númenor en de Verandering van de Wereld werd Avallónë de haven waar de schepen aankwamen die vanuit Midden-aarde de Rechte Weg namen. Het wordt gezegd dat de meestersteen onder de Palantíri in Avallónë was geplaatst en dat Elendil soms die richting uitkeek met de Steen van Elostirion.
De naam Avalónë is waarschijnlijk door Tolkien afgeleid van het eiland Avalon uit de legenden van Koning Arthur, hoewel het in het Elfs ook 'bij Valinor' betekent.